# Debi Sue Voorhees
Deborah „Debi” Sue Voorhees (ur. 28 lipca 1961 r., Dallas, Teksas) – amerykańska aktorka, modelka, scenarzystka, reżyserka. W młodości pracowała jako modelka, m.in. dla czasopisma Playboy. Pojawiła się na drugim planie w horrorze Piątek, trzynastego V: Nowy początek z 1985 roku. Od 1982 do 1984 roku występowała w serialu Dallas. Wystąpiła też w filmach fabularnych: Innocent Prey (1984), Wygrać ze strachem (Appointment with Fear, 1985) i Anioły zemsty (Avenging Angel, 1985), oraz w serialu Riptide. Po porzuceniu kariery aktorki pracowała jako nauczycielka literatury w szkole średniej i dziennikarka; obecnie pracuje nad swoim filmowym debiutem reżyserskim, Billy Shakespeare, którego jest także scenarzystką. Miała dwóch mężów. Obecnie niezamężna. Pojawiła się w filmie dokumentalnym Crystal Lake Memories: The Complete History of Friday the 13th z 2013 roku.